# Dolichoplia longa
Dolichoplia longa är en skalbaggsart som beskrevs av Marc Lacroix 1998. Dolichoplia longa ingår i släktet Dolichoplia och familjen Melolonthidae. Inga underarter finns listade i Catalogue of Life.